# Nokere Koerse femminile 2021
La Nokere Koerse femminile 2021, seconda edizione della corsa, valida come prova di classe 1.Pro dell'UCI Women's ProSeries 2021, si svolse il 17 marzo 2021 su un percorso di 120 km, con partenza da Deinze e arrivo a Nokere, in Belgio. La vittoria fu appannaggio della neerlandese Amy Pieters, la quale completò il percorso in 3h13'53", alla media di 37,14 km/h, precedendo l'australiana Grace Brown e la tedesca Lisa Klein.
Delle 113 cicliste partenti, 52 portarono a termine la competizione.

## Squadre e corridore partecipanti
Al via 20 formazioni.
| N.    | Cod. | Squadra                            |
| ----- | ---- | ---------------------------------- |
| 1-6   | DSM  | Team DSM                           |
| 11-16 | BEX  | Team BikeExchange                  |
| 21-26 | SDW  | Team SD Worx                       |
| 31-36 | CSR  | Canyon-SRAM Racing                 |
| 41-46 | MOV  | Movistar Team                      |
| 51-56 | LIV  | Liv Racing                         |
| 61-66 | TSF  | Trek-Segafredo                     |
| 71-76 | ALE  | Alé BTC Ljubljana                  |
| 81-86 | FDJ  | FDJ Nouvelle Aquitaine Futuroscope |
| 91-96 | TIB  | Team Tibco-Silicon Valley Bank     |

| N.      | Cod. | Squadra                        |
| ------- | ---- | ------------------------------ |
| 101-106 | WNT  | Ceratizit-WNT Pro Cycling Team |
| 111-116 | JVW  | Jumbo-Visma                    |
| 121-126 | VAL  | Valcar-Travel & Service        |
| 131-136 | LSL  | Lotto Soudal                   |
| 141-146 | DRP  | Drops-Le Col s/b TEMPUR.       |
| 151-156 | PHV  | Parkhotel Valkenburg           |
| 161-166 | NXG  | NXTG Racing                    |
| 171-176 | DVE  | Doltcini–Van Eyck–Proximus     |
| 181-186 | CCT  | Bingoal Casino-Chevalmeire     |
| 191-196 | MUL  | Multum Accountants Ladies      |

## Ordine d'arrivo (Top 10)
| Pos. | Corridore          | Squadra      | Tempo    |
| ---- | ------------------ | ------------ | -------- |
| 1    | Amy Pieters        | SD Worx      | 3h13'53" |
| 2    | Grace Brown        | BikeExchange | s.t.     |
| 3    | Lisa Klein         | Canyon       | a 4"     |
| 4    | Lotte Kopecky      | Liv          | a 20"    |
| 5    | Lorena Wiebes      | DSM          | s.t.     |
| 6    | Jolien D'Hoore     | SD Worx      | s.t.     |
| 7    | Maria Confalonieri | Ceratizit    | s.t.     |
| 8    | Emma Norsgaard     | Movistar     | s.t.     |
| 9    | Marta Bastianelli  | Alé          | s.t.     |
| 10   | Christine Majerus  | SD Worx      | a 23"    |